# Zorbau
Zorbau is een plaats en voormalige gemeente in de Duitse deelstaat Saksen-Anhalt en maakt deel uit van de gemeente Lützen in de Landkreis Burgenlandkreis.
Zorbau telt 806 inwoners.